# Anastomóza
Anastomóza je vzájemné propojení dvou cév či nervů v těle. Mezi důležité anastomózy se řadí např. portokavální anastomózy nebo kavokavální anastomózy, což jsou funkční propojení mezi dvěma velkými systémy. portokavální anastomózy mezi vena portae a vena cava (vena cava superior, vena cava inferior) a kavokavální mezi oběma venae cavae. Mezi další důležité anastomózy v těle řadíme např. corona mortis, což je anastomóza mezi ramus pubicus z a. obturatoria a ramus obturatorius z a. epigastrica inferior nebo nervovou Jacobsonovu anastomózu.